# Helga Erlinger
Helga Erlinger (née le 11 avril 1947 à Hainburg an der Donau) est une ancienne personnalité politique autrichienne, membre des Verts. Elle a été députée au Conseil national de 1988 à 1989.

## Biographie
Après l'école obligatoire, Helga Erlinger a étudié à l'école de commerce de la Wiener Kaufmannschaft. Elle a ensuite travaillé dans le secteur privé avant de se tourner vers le secteur bancaire en 1974. Par la suite, elle a travaillé comme assistante de direction chez Victoria Volksbanken et comme formatrice pour les employés de banque.
Parallèlement à son activité professionnelle, Erlinger a également été membre du comité d'entreprise de la Volksbank Hainburg.

## Parcours politique
Helga Erlinger fait partie d'une liste citoyenne non partisane de Hainburg, qu'elle représente au conseil municipal entre 1985 et 1988. Elle est également membre du comité directeur des Verts et, de 1986 à 1988, membre du centre de formation des Verts de Basse-Autriche. En outre, à partir de 1987, elle est membre du bureau fédéral du centre de formation des Verts et caissière de l'association des conseillers municipaux indépendants de Basse-Autriche.
Entre le 12 décembre 1988 et le 27 décembre 1989, Erlinger représente les Verts au Conseil national.
Lors des élections régionales de 1993 en Basse-Autriche, Erlinger soutient le président conservateur Erwin Pröll en tant que membre d'un comité de soutien.